# Folke Andréasson
Harald Folke Andréasson, född 1 april 1902 i Järnskogs församling, Värmlands län, död 10 oktober 1948 i Göteborgs domkyrkoförsamling, Göteborg, var en svensk målare. 

## Biografi
Folke Andréasson följde i sin fars fotspår och arbetade först som skräddare, innan han 1920 antogs som elev vid Valands konstskola i Göteborg, där han studerade måleri för Tor Bjurström 1920–1925.
Åren 1937–1938 vistades han i Frankrike utan att ta djupare intryck av den franska konsten. Han utvecklade en egen personlig stilform med intryck från sina studiekamrater vid Valand och i viss mån från Norge. Han hade sin första separatutställning i Göteborg 1932, som följdes av utställningar i Karlstad, Stockholm och Malmö. Dessutom deltog han i flera samlingsutställningar bland annat vandringsutställningen Västsvenskt måleri 1937 och Göteborgsmåleri på Liljevalchs konsthall i Stockholm 1947.
Han är representerad bland annat vid Nationalmuseum, Göteborgs konstmuseum, Värmlands museum  och Institut Tessin i Paris. Folke Andréasson är begravd på Järnskogs kyrkogård.